# Mélanie Carrier
Mélanie Carrier, née en 1979 à Québec, est une cinéaste documentariste et productrice québécoise. Avec Olivier Higgins, elle a fondé Mö films, une société de production cinématographique de Québec. Ils ont réalisé et produit les documentaires Asiemut et Québékoisie, salués par la critique et plusieurs fois primés à travers le monde. Errance sans retour (2020) a remporté le prix du meilleur documentaire aux Prix Écrans canadiens et le Prix Iris du meilleur film,.

## Biographie
Mélanie Carrier est née à Québec, au Canada, en 1979. Biologiste de formation, c’est en documentant ses nombreuses aventures à travers le monde qu’elle découvre la vidéo. L’image lui permet alors de partager avec ses proches les différents projets qu’elle réalise aux côtés d'Olivier Higgins, qu’il s’agisse de ses études universitaires à l’Île de La Réunion, de projets à Madagascar, au Népal ou en Inde, ou de périples d’escalade au Mexique, aux États-Unis et en Afrique du Sud. Son premier film, Asiemut (2007), relate la traversée de 8 000 km à vélo de la Mongolie à l’Inde qu'elle effectue avec Olivier Higgins. Asiemut remporte 35 prix à travers le monde, en plus d’être distribué dans une quarantaine de pays et d’être diffusé sur plusieurs chaînes télé dont ARTE, RTBF, TSR, RAI, Al Jazeera et Télé-Québec. Olivier Higgins et Mélanie Carrier présentent aussi Asiemut lors de tournées de ciné-conférences au Québec avec les Grands Explorateurs, en Belgique, au Luxembourg et en Suisse avec Exploration du Monde, ainsi que dans de nombreux événements au Canada, aux États-Unis, en France, en Pologne, en Allemagne, etc. En 2007, Mélanie publie son premier livre, Cadence, relatant leur long périple de 8 000 km à vélo en Asie,.
C’est en 2010 que Mélanie Carrier fonde, aux côtés d'Olivier Higgins, MÖ FILMS, une boîte de production basée à Québec et dédiée principalement au documentaire. Son second film, Rencontre (Encounters) (2011), relate l’aventure d’un groupe de jeunes Innus, Hurons-Wendat et Saguenéens le long d’un sentier ancestral reliant le Lac Saint-Jean à Québec. Sélectionné par la National Geographic Society, Rencontre remporte lui aussi plusieurs prix à l’étranger. Au même moment, son court-métrage de fiction satirique à saveur environnementale, L’Homme de Glace (2011), est diffusé dans une bonne vingtaine de festivals à travers le monde.
Son long métrage documentaire, Québékoisie, questionne la relation complexe entre les Québécois non-autochtones et les Premières Nations au Québec. Lancé lors des Rencontres internationales du documentaire de Montréal à la fin novembre 2013, Québékoisie remporte le Prix Magnus Isacsson remis à un film témoignant d’une conscience sociale exceptionnelle. Le film prend ensuite l’affiche un peu partout au Québec, notamment au Cinéma Cartier à Québec, où il demeure 15 semaines à l’affiche, et au Cinéma Beaubien à Montréal où il prend l’affiche pendant 5 semaines. Québékoisie se retrouve alors dans le TOP 5 des films canadiens les plus vus en salles du 24 janvier 2014 au 20 février 2014 et est en nomination pour le Prix Jutra du Meilleur long métrage documentaire 2014. Présenté par TV5 en 20 langues, dans 200 pays et territoires, lauréat de plusieurs honneurs, Québékoisie se voit notamment couronné du "Grand Prize – Best Feature Documentary" au Festival international du film de Rhode Island et fait partie d'une tournée de plus de 35 projections en Suisse avec l'organisation Exploration du Monde.
En 2015, Mélanie Carrier travaille sur un projet de long métrage documentaire avec l'Office national du film du Canada en plus de travailler sur différents projets d'écriture,. En 2020, elle co-réalise et co-produit le film Errance sans retour, un film documentaire proposant un regard poétique et immersif sur le camp de réfugiés le plus peuplé au monde, soit le camp de réfugiés rohingyas de Kutupalong au Bangladesh. En 2020 elle coorganise avec Olivier Higgins l'exposition Errance sans retour au Musée national des beaux arts du Québec Mélanie Carrier prépare, avec Olivier Higgins, la sortie, en 2024 de leur dernier long métrage documentaire À hauteur d'enfant.

## Filmographie

### Réalisatrice-scénariste-productrice
- 2024 : À hauteur d'enfant
- 2021 : Errance sans retour ( Wandering, a Rohingya Story )
- 2013 : Québékoisie, documentaire
- 2011 : Rencontre[16] (Encounters), documentaire
- 2011 : L'Homme de glace (Ice philosophy), court-métrage de fiction
- 2006 : Asiemut[17], documentaire, film d'aventure

## Publications
- 2014: Québékoisie, revue Littoral
- 2007: Cadence, récit d'aventure

## Honneurs et titres
- 2021: Prix Iris du meilleur film documentaire au Gala Québec Cinéma pour Errance sans retour
- 2021: Prix du meilleur documentaire aux Prix Écrans canadiens pour Errance sans retour
- 2020 : Prix du public - Long métrage, pour Errance sans retour au Festival de cinéma de la ville de Québec
- 2020 : Prix La Vague[18] du meilleur long métrage documentaire, pour Errance sans retour au Festival international du cinéma francophone en Acadie
- 2020 : DOCSMX (Festival international de films documentaires de Mexico) : Prix Global Docs, pour Errance sans retour
- 2015 : Inclusion à la liste des diplômés influents de l'Université Laval[réf. souhaitée]
- 2014 : Prix « Œuvre de l’année » pour Québékoisie, Conseil des arts et des lettres du Québec[19]
- 2014 : Nomination aux Prix Jutra[20],[3], meilleur long métrage documentaire, pour Québékoisie[21]
- 2014 : Prix Meilleur long métrage documentaire, Festival international du film de Rhode Island, pour Québékoisie[22]
- 2014 : Prix Best of Fest, Wakefield International Film Festival, pour Québékoisie[réf. souhaitée]
- 2014 : Prix Meilleur long métrage documentaire, Dreamspeakers Film Festival, pour Québékoisie[réf. souhaitée]
- 2014 : Prix du Public, Festival documentaire Vues sur Mer, pour Québékoisie[23]
- 2014 : Prix Humanitaire, Festival documentaire Vues sur Mer, pour Québékoisie[23]
- 2013 : Prix Magnus Isacsson, Rencontres internationales du documentaire de Montréal, pour Québékoisie[24]
- 2013 : Prix « Femmes de Mérite » du YWCA, catégorie Art et culture[25]
- 2013 : Présidence d'honneur de la soirée du mérite étudiant du Cégep Limoilou[26]
- 2012 : Médaille Raymond-Blais de l'Université Laval (Jeune diplômée remarquable)[27]
- 2007-2008 : 35 prix dans des festivals[28] de films à travers le monde pour le documentaire Asiemut[16].
- 2007 : Lauréate de Québec Radio-Canada[29],[30] / Le Soleil à titre de réalisatrice du film Asiemut[16]
- 2004 : Finaliste Personnalité AVENIR, Gala universitaire provincial Forces AVENIR[31]
- 2004 : Prix d’excellence Adrien-Pouliot[réf. souhaitée]